# Octavianus van Bourgondië
Octavianus van Bourgondië (overleden in 1128) was van 1119 tot aan zijn dood bisschop van Savona. Hij behoorde tot het huis Ivrea.

## Levensloop
Octavianus was de oudste zoon van graaf Willem I van Bourgondië uit diens huwelijk met Stephania van Longwy-Metz.
Hij wilde graag monnik worden in de Abdij van Cluny, maar dat was niet naar de zin van zijn vader, die wilde dat Octavianus hem opvolgde als graaf van Bourgondië. Hij ging rechten studeren aan de Universiteit van Bologna in Italië. Na de dood van zijn vader in 1087 weigerde hij echter terug te keren naar Bourgondië en liet hij het graafschap over aan zijn jongere broer Reinoud II. Vervolgens werd Octavianus monnik in de Abdij van Sint-Pieter van de Gouden Hemel in Pavia, die onder de suzereiniteit van de Abdij van Cluny stond. In 1132 werd hij door paus Innocentius II tot priester gewijd (dus 4 jaar ná zijn overlijden).
Octavianus weigerde om abt van de Abdij van Sint-Pieter van de Gouden Hemel te worden, maar ging in 1119 wel akkoord met zijn benoeming tot bisschop van Savona. Deze functie behield hij tot aan zijn dood in 1128. 
Hij wordt door de rooms-katholieke kerk vereerd als heilige. Zijn herdenkingsdag valt op 6 augustus.